# 杜允繼
杜允繼（1557年—1602年），字惟序，號念斋，順天府霸州（今河北省霸州市）人，民籍，明朝政治人物。

## 生平
萬曆十年（1582年）中式壬午鄉試五十九名，萬曆十四年（1586年）登丙戌科会试二百三名，廷试三甲九十四名進士。吏部观政，本年授宿松县知县，萬曆十六年（1588年）调任直隸溧水縣知縣。二十年升工部主事，管理盔甲厂。二十三年升户部员外郎，调兵部员外郎，二十四年升兵部郎中，二十五年升河南按察司佥事，二十七年升開原右參議，二十九年考察调用，三十年去世。

## 家族
曾祖父杜銘，贈戶部郎中；祖父杜延齡；父杜華，丙辰進士、知縣。母張氏。重庆下。兄允文（廪生）、允绳（庠生）。弟允績、允久、允乂、允迪，俱庠生；允登。